# Leopoldo Tavares da Cunha Melo
Leopoldo Tavares da Cunha Melo (Cabo de Santo Agostinho, 10 de dezembro de 1891  – Rio de Janeiro, 18 de janeiro de 1962) foi um político brasileiro.
Filho do desembargador José Tavares da Cunha Melo e Maria da Conceição Gusmão Tavares. Casado com Ester Leão da Cunha Melo. São seus familiares o ministro do Supremo Tribunal Federal, Francisco Tavares da Cunha Melo, e Luís Tavares da Cunha Melo, general cassado logo após o Golpe de Estado no Brasil em 1964.
Realizou os seus primeiros estudos no Instituto Pestalozzi e estudou o secundário em Recife e Manaus. Além disso, possui bacharel em Direito pela Faculdade de Direito de Recife, na qual se formou em 1909. Foi na própria cidade de Recife que começou sua carreira na magistratura como auditor assistente do Ministério da Guerra.
Foi transferido, logo em seguida, para a cidade de Manaus e designado pelo então governador do Amazonas, coronel Antônio Bittencourt (1908-1912), com a missão de resolver uma questão judicial na comarca de Boca do Acre. Logo após a missão, foi nomeado juiz municipal nas comarcas de Floriano Peixoto, Coari e Tefé, no Amazonas. Também se tornou o primeiro-suplente de auditor da Justiça Militar do Pará, posição que serviu em Manaus.
No ano de 1912, tornou-se promotor público do 1º Distrito de Manaus, posto que ocupou durante dez anos. Nesse mesmo ano, Leopoldo abriu seu próprio escritório de advocacia e exerceu nessa área até o ano de 1927. Além disso, foi diretor do Jornal O Dia, de Manaus, e também exerceu a carreira de professor de direito penal militar na Faculdade de Direito de Manaus.
Foi um dos opositores da campanha contra o governador do Amazonas, César do Rego Monteiro (1921-1924), o qual era o representante da oligarquia que era dominante na política local, no ano de 1921.
Quando, no dia 23 de julho de 1924, despontou na cidade de Manaus a revolta tenentista, que se espalhou para São Paulo (5 de julho) e para Sergipe (13 de julho), Rego Monteiro estava ausente do país. Dessa forma, o governador que o representava na época, Turiano Meira, foi deposto do cargo, e subiu ao poder um governo revolucionário gerido pelo tenente Alfredo Augusto Ribeiro Júnior. Entretanto, o tenente foi tombado do poder no dia 28 de agosto de 1924, e quem assumiu o cargo de governador militar do estado na época foi o coronel Raimundo Barbosa. Já no dia 2 de dezembro do mesmo ano, Alfredo Sá se tornou o interventor federal do Estado do Amazonas. Nessa época, Cunha Melo ocupou o cargo de chefia da polícia do Estado durante alguns meses.
Com a decretação do fim da intervenção no Estado do Amazonas, em janeiro de 1926, o novo governador eleito foi Efigênio Ferreira de Sales. Nesse momento, Cunha Melo se filiou à oposição desse novo governo e, no ano de 1927, começou a morar no Estado do Rio de Janeiro, que era a então capital federal do Brasil, e lá exerceu a advocacia em defesa dos policiais que estavam envolvidos no levante de 1924 no Estado do Amazonas.
Foi eleito senador pelo Amazonas nas eleições gerais no Brasil em 1935, reeleito nas eleições estaduais no Amazonas em 1954.
Representou o Amazonas no conselho superior da Ordem dos Advogados do Brasil (OAB), tornando-se sócio de muitas instituições amazonenses como a Arquidiocese de Manaus e a Beneficência Portuguesa.
Faleceu no Rio de Janeiro em 18 de janeiro de 1962, quando exercia seu mandato no Senado.

## Atuação parlamentar na Constituinte de 1934
Posteriormente à vitória da Revolução de 1930, os órgãos legislativos do Brasil foram desfeitos. Foi somente no dia 3 de maio de 1933 que ocorreram as eleições para a Assembleia Nacional Constituinte e foi a partir daí que se iniciou em todos os estados brasileiros o processo de reestruturação partidária.
Nesse contexto, um dos fundadores do Partido Socialista do Amazonas foi Cunha Melo, o qual adotou à União Cívica Nacional (UCN). A coligação política da UCN era organizada pelas forças tenentistas e tinha como principal objetivo o de reunir correntes estaduais fiéis ao Governo Provisório de Getúlio Vargas, além disso buscava determinar uma linha de atuação universal na Constituinte.
Após concorrer ao pleito, o Partido Socialista do Amazonas elegeu três representantes: Alfredo Augusto da Mata, Cunha Melo e Álvaro Maia. Já a oposição, que estava ligada à Aliança Trabalhista Liberal do Amazonas, elegeu apenas um único deputado, o Luís Tirelli.
No dia 15 de novembro de 1933, foi estabelecida a Assembleia e além disso foi designada uma Comissão Constitucional, responsável por estudar o anteprojeto constitucional desenvolvido pelo governo e também anunciar um suplente, que se acatado modificaria na nova Carta. Essa Comissão, nomeada de Comissão dos 26, era formada pelos líderes das 20 bancadas estaduais entre os quais estava Cunha Melo e por seis representantes classistas, além disso tinha como presidente Carlos Maximiliano, e como vice-presidente Levi Carneiro e relator-geral Raul Fernandes.
Na data do dia 25 de janeiro de 1934 foi implantada uma nova Comissão, a Comissão Revisora, a qual era responsável pela examinação dos substitutos anunciados pelos relatores parciais, bem como tinha como outra responsabilidade a de ordenar e planejar o projeto geral de constituição que seria subjugado ao consentimento de outra comissão, a Comissão Constitucional. Em relação a esta, Cunha Melo foi um de seus integrantes, junto a Carlos Maximiliano, Raul Fernandes e Levi Carneiro. No período que se estendeu do final do mês de janeiro até o dia 20 de fevereiro, a Comissão Revisora efetuou o exame dos substitutos parciais. O relator do capítulo do projeto constitucional alusivo aos municípios foi, nada menos, do que Cunha Melo.
A partir do início de março de 1934, foi apresentado para a Comissão dos 26 o projeto da Comissão Revisora, e nesse momento a Comissão dos 26 deliberou que a redação final do substituto era insuficiente e, dessa forma, alterou as normas postas anteriormente, decidindo concordar com certas emendas, mas com uma condição: que essas emendas fossem assinadas pela maior parte de seus 26 membros e que isso fosse feito dentro de 24 horas. Em 14 de março, encerraram-se os trabalhos e, no dia subsequente, o suplente do anteprojeto governamental foi oficialmente apresentado ao plenário.
Em maio, Cunha Melo fez parte de outra comissão, feita para parabenizar Getúlio Vargas pela anistia aos revolucionários de 1932. No mês de julho de 1934, foi promulgada a nova Constituição, a Constituinte de 1934, e, no dia 17 de julho, Vargas tornou-se presidente da República.
Antes das eleições para Câmara Federal, alguns discordantes do Partido Socialista do Amazonas fizeram alianças com elementos do Partido Trabalhista do Amazonas, criando o Partido Popular do Amazonas. Cunha Melo era presidente do Partido Socialista, elegendo o deputado federal Alexandre Carvalho Leal. A Assembleia Constituinte estadual, responsável por eleger o governador e dois senadores, optou para o governo do Amazonas por Álvaro Maia, do Partido Popular e encarregou o Senado para Cunha Melo.

## Atuação no Senado
Com o início do mandato em 3 de maio de 1935, Leopoldo foi nomeado primeiro-secretário, destacando-se na campanha contra a concessão de terras a japoneses no Brasil, principalmente no território da Amazônia.
Depois da Intentona Comunista em novembro de 1935, a repressão à oposição se agravou, fazendo com que o governo federal tomasse medidas extra constitucionais.
No dia 21 de março de 1936, o senador Abel Chermont e os deputados Abguar Bastos, Octávio da Silveira, João Mangabeira e Domingos Vellasco, foram presos. Todos eram vinculados ao Grupo Parlamentar Pró-Liberdades Populares, organizado pela Minoria Parlamentar, e tinham o propósito de defender as liberdades constitucionais. Em maio de 1936, o Congresso debateu o pedido de suspensão de imunidades dos parlamentares presos. Nessa ocasião, Cunha Melo defendeu a procedência do pedido governamental, usando o argumento de que as provas do Ministério Público seriam suficientes para denunciar os detidos. A Minoria protestou, porém, no dia 7 de julho, o Congresso aprovou o pedido.
No dia 26 de maio de 1937, exercendo o cargo de delegado do Partido Socialista do Amazonas, Leopoldo compareceu ao lançamento da candidatura de José Américo de Almeida à presidência da República. Com o Estado Novo instaurado em 10 de novembro de 1937, Cunha Melo tornou-se procurador-geral juntamente ao Tribunal de Contas da União, permanecendo no cargo por dez anos seguidos.

Em 3 de outubro de 1954, foi eleito senador do Amazonas pelo Partido Trabalhista Brasileiro, o PTB. Seu mandato iniciou-se em fevereiro do ano seguinte e, em 1961, elegeu-se primeiro-secretário do Senado. Nesse mesmo ano, apresentou uma opinião adversa à questão de tornar o território do Acre um estado.